# Dia (maan)
Dia (ook S/2000 J 11 of Jupiter LIII) is een maan van Jupiter die op 5 december 2000 werd ontdekt door een wetenschappelijk team van de universiteit van Hawaï, onder leiding van Scott S. Sheppard. De maan is ongeveer 4 kilometer in doorsnede en draait om Jupiter met een baanstraal van 12,555×109m in 286 dagen 22 uren en 48 minuten.
Deze maan vormt een onderdeel van de Himaliagroep.